# 颱風康森 (2010年)
| 太平洋颱風季             |
| 主題頁 - 專題 - 編輯指南 |

颱風康森（英語：Typhoon Conson，國際編號：1002，聯合颱風警報中心：WP032010，菲律賓大氣地球物理和天文服務管理局：Basyang）為2010年太平洋颱風季第2個被命名的熱帶氣旋，同時為該年西北太平洋地區首個達颱風級別的熱帶氣旋。

## 發展過程
在閱讀前留意，以下描述之強度分級以日本氣象廳 (JMA) 之分級（除非特別註明）為準，與香港、中國大陸、台灣及聯合颱風警報中心（JTWC）之分級標準有所出入。詳見熱帶氣旋。
一熱帶擾動於2010年7月9日在北緯8度，東經144度附近形成，它受由日本以東向西延伸東經95度附近並呈東西向之一副熱帶高壓脊引導，由於該副熱帶高壓脊持續強勢，故該擾動以時速約20公里或以上大致向西移動，趨向呂宋。該擾動逐漸發展起來，它於7月11日增強為熱帶低氣壓。熱帶低氣壓之環流頗小，能快速整固並增強，7月12日上午已增強為一熱帶風暴，該熱帶風暴被日本氣象廳命名為「康森」。康森於下午進一步增強為強烈熱帶風暴，至7月13日上午增強為颱風。康森於該日達到其強度顛峰，中心持續風力達每小時120公里，中心氣壓低至975百帕斯卡，此時康森發展出一中心密集雲團及一低層風眼。這段期間，康森持續大致向西移動，但副熱帶高壓脊稍為東退至東經110度附近，但仍呈東西向且持續強勢，故康森路徑未有重大改變。隨著康森接近陸地，當晚它已減弱為一強烈熱帶風暴。康森於7月14日橫過呂宋，強度進一步下降。
康森橫過呂宋後進入南海。由於副熱帶高壓脊繼續東退及減弱，康森於南海轉向西北偏西移動，而且減慢移速。康森受陸地及垂直風切變影響，其組織轉差，中心密集雲團及低層風眼消失，對流向西南切離，低層環流中心外露，下午它減弱為一熱帶風暴。在橫過南海初時，康森不時有對流爆發，重整組織。7月15日上午，康森重新增強為強烈熱帶風暴，低層環流中心切入對流下發展，中心密集雲團及低層風眼亦再次出現，旋捲性增加。當日下午，康森重新增強為颱風，其強度於7月16日達到顛峰，中心持續風力達每小時130公里。康森於7月16日晚間在三亞附近登陸，並橫過海南島西南部。由於副熱帶高壓脊繼續東退及減弱，康森在橫過海南島期間轉向西北移動。康森橫過海南島後稍為減弱，但仍維持颱風強度，並於凌晨進入北部灣。隨著康森靠近越南，它於下午減弱為強烈熱帶風暴，晚上減弱為一熱帶風暴並登陸越南北部。康森於7月18日迅速減弱為熱帶低氣壓，並於日間逐漸消散。

## 影響

### 菲律賓
當地發出之最高風暴信號：三號風暴信號
康森橫過菲律賓呂宋島，帶來暴風雨，菲律賓大氣地球物理和天文服務管理局一度發出三號風暴信號，漁船停止出海，小輪服務暫停。風暴間，至少四艘漁船失去聯絡，其中三艘被大浪打沉，19名漁民下落不明。，菲律賓累計死亡人數已上升到76人，72人失蹤；首都馬尼拉因電力短缺幾乎停擺，路面因瓦礫和斷樹而無法通行，電話線不通，學校亦一度被迫關閉。

### 香港
當地發出之最高熱帶氣旋警告信號： 一號戒備信號
康森於7月14日晚間進入香港800公里範圍內。香港隨即開始受康森影響，離岸地區已經間中吹強風，但香港天文台一直表示要評估康森移動路徑是否有威脅，才決定是否發出熱帶氣旋警告信號。天文台在7月15日晚上7時20分發出一號戒備信號，是天文台在2010年首次發出熱帶氣旋警告信號，當時康森集結在香港以南約640公里。不久後康森在晚上8時已經最接近香港，在香港以南約630公里處掠過。受到康森的外圍雨帶影響，當晚及翌日（7月16日）香港廣泛地區受間竭性強風影響，及有狂風驟雨，但天文台未有考慮發出三號熱帶氣旋警告信號。康森登陸海南後，香港風勢亦普遍減弱，天文台於7月16日晚上9時15分取消所有熱帶氣旋警告信號，當時康森集結在香港之西南約670公里。
康森吹襲期間，天文台測風網絡8個指定自動氣象站有3個錄得強風，長洲更一度逼近烈風程度。若天文台發出三號熱帶氣旋警告信號，只欠1站便可達標；如果用2013年起取代濕地公園成為參考站的流浮山為準，更有4站吹強風，三號信號變相達標。風暴期間，長洲、機場、流浮山及西貢錄得最高10分鐘平均風速分別為每小時60、45、44、43公里。

### 澳門
當地懸掛之最高熱帶氣旋信號：  一號風球
地球物理暨氣象局於7月14日晚上10時半懸掛一號風球，是澳門在2010年首次懸掛熱帶氣旋信號。康森在隨後兩日為澳門帶來狂風驟雨，澳門普遍錄得超過10毫米雨量。隨著康森登陸海南，對澳門威脅解除，氣象局於7月16日晚上10時半除下所有熱帶氣旋信號。

### 中國大陸

#### 廣東
當地發佈之最高颱風預警信號： 颱風藍色預警信號
7月15日上午6時及9時，廣東省氣象台發布湛江市及茂名市颱風白色預警。同日晚上8時，湛江海洋氣象台改發颱風藍色預警。至7月17日上午十時解除。

#### 廣西
當地發佈之最高颱風預警信號： 颱風橙色預警信號
7月15日上午10時，廣西氣象台發出颱風黃色預警；7月16日上午8時改發颱風橙色預警。而北海市、欽州市及防城港市則同於7月16日下午四時發出颱風黃色預警，7月17日上午10時改發颱風橙色預警，18日5時取消。

#### 海南
當地發佈之最高颱風預警信號： 颱風紅色預警信號
康森於15日23時30分在西沙群島永興島登陸，中心風力達到13級，康森造成在碼頭避風的10艘漁船沉沒，多處房屋受損，在島上施工的工程機械設備被強風吹倒；海南省氣象台於2010年7月16日下午4時發布陵水、三亞、樂東3市縣颱風紅色預警信號，瓊海、萬寧兩市颱風橙色預警信號，保亭、五指山、瓊中三市縣颱風黃色預警信號，其餘市縣發布颱風藍色預警信號；同日晚上19時50分颱風在三亞亞龍灣登陸，登陸時中心風力12級，海南島大部分地區普遍出現8級以上陣風，最大為三亞本站16級（51.8米/秒），其次是三亞市田獨鎮15級（46.1米/秒），及後風眼穿越六道嶺，沿三亞灣近海面向西北偏西方向移動，17日凌晨5時從樂東縣鶯歌海進入北部灣。紅色預警信號於同日11時轉為藍色預警，並於同日晚上八時取消所有預警。
康森為海南島中部、東部的局部地區出現暴雨，南部的局部地區出現大暴雨，7月16日7時至17日7時，全島有58個鄉鎮自動站降雨量在50毫米以上，13個鄉鎮自動站降雨量在100毫米以上，最大降雨出現在保亭響水鎮（149.8毫米），三亞監測到的最大降雨量為赤田上游站新村站（222毫米）。暫時緩解六月下旬初來酷暑天氣所致的海南的供水壓力和農業旱情。
據海南省三防辦17日17時通報：康森共造成整個海南省倒塌房屋544間，572326人受災。颱風登陸海南當晚三亞市區除了解放路、榆亞大道、三亞灣路等主要街道還有電外，其他街道幾乎停電。風暴期間兩名男子被颱風刮倒的廣告牌砸死，7月16日19时26分在三亞田獨鎮往東線高速公路兩公里處一個廣告牌被颱風吹倒，砸中附近工地的保安亭內一男子被砸死，另16日晚九點一名在河東區臨春村的高姓男子騎摩托車路經鳳凰路市圖書館附近，被吹倒的一個長近3米寬近2米廣告牌砸死。三亞鳳凰機場共計96個國內進出港航班被取消，103個航班受影響，至17日上午9時已全部恢復正常。

### 越南
在7月16日12時，強烈熱帶風暴康森一度增強為一颱風；在7月17日11時，康森已減弱為一強烈熱帶風暴，並已於同日20時10分在越南北部的太平省附近沿海再次登陸，登陸時中心附近最大風力有11級。一艘漁船在南海沉沒，6名漁民失蹤，海軍出動救援船搜索；另1名女遊客在清化省遊泳時被海浪捲走，軍方協助疏散沿海地區15萬人。

## 熱帶氣旋警告使用紀錄

### 香港
| 香港天文台 熱帶氣旋警告信號 | 香港天文台 熱帶氣旋警告信號 | 香港天文台 熱帶氣旋警告信號 |
| --------------------------- | --------------------------- | --------------------------- |
| 上一熱帶氣旋                | 一號戒備信號                | 下一熱帶氣旋                |
| 颱風凱薩娜                  | 一號戒備信號                | 颱風燦都                    |

### 澳門
| 地球物理暨氣象局 熱帶氣旋信號 | 地球物理暨氣象局 熱帶氣旋信號 | 地球物理暨氣象局 熱帶氣旋信號 |
| ----------------------------- | ----------------------------- | ----------------------------- |
| 上一熱帶氣旋                  | 一號風球                      | 下一熱帶氣旋                  |
| 颱風凱薩娜                    | 一號風球                      | 颱風燦都                      |

## 外部連結

### 各國氣象部門
- （英文）http://www.usno.navy.mil/JTWC （页面存档备份，存于） 聯合颱風警報中心首頁
- （日語）http://www.jma.go.jp/jma/index.html （页面存档备份，存于） 日本氣象廳首頁
- （中文）http://www.cwb.gov.tw （页面存档备份，存于） 中央氣象局首頁
- （英文）http://www.pagasa.dost.gov.ph/ （页面存档备份，存于） 菲律賓大氣地球物理和天文管理局首頁
- （中文）http://www.hko.gov.hk （页面存档备份，存于） 香港天文台首頁
  - （繁體中文）http://www.weather.gov.hk/wxinfo/currwx/tc_posc_1004.htm 強烈熱帶風暴康森路徑預測 []
  - （繁體中文）https://web.archive.org/web/20180917071712/http://www.weather.gov.hk/wxinfo/currwx/tc_gis_c.htm 熱帶氣旋路徑資訊 (試驗版)
- （中文）http://www.smg.gov.mo （页面存档备份，存于） 澳門地球物理暨氣象局首頁
- （中文）https://web.archive.org/web/20120625221929/http://map.weather.gov.cn/ 中央氣象台颱風实时路径显示

### 非官方網站
- （中文） 香港地下天文台 （页面存档备份，存于）  各國熱帶氣旋預報路徑圖
- （英文）https://web.archive.org/web/20100716213700/http://asiatcforecast.co.cc/%E5%90%84%E5%9C%8B%E6%B0%A3%E8%B1%A1%E9%83%A8%E9%96%80%E5%B0%8D%E6%96%BC%E7%86%B1%E5%B8%B6%E6%B0%A3%E6%97%8B%E7%9A%84%E9%A0%90%E6%B8%AC%E8%B7%AF%E5%BE%91

#### 討論區
- （英文）香港地下天文台 - Tropical Cyclone 03W (Conson)
- （中文）香港地下天文台 - 遲來的風季: 熱帶氣旋03W (康森)